# Emmelia hemiselenias
Emmelia hemiselenias is een vlinder van de familie van de uilen (Noctuidae). De wetenschappelijke naam van deze soort is voor het eerst voorgesteld als Hoplotarache hemiselenias door George Francis Hampson in een publicatie uit 1918.
De soort komt voor in tropisch Afrika waaronder Sierra Leone, Ghana, Togo, Nigeria en Kameroen.